# حاجی‌آباد (بروجرد)
حاجی‌آباد یکی از روستاهای شهرستان بروجرد در استان لرستان است. این روستا در دهستان همت‌آباد در بخش مرکزی این شهرستان قرار دارد. حاجی‌آباد بر کوهپایه‌های کوه میش پرور در جنوب غربی شهر بروجرد قرار گرفته و با جاده آسفالته به راه بروجرد - چغلوندی - خرم‌آباد می‌پیوندد. فاصله آن تا شهر بروجرد پنج کیلومتر است. این روستا در مجاورت روستای زرشکه قرار دارد و آب و هوای آن معتدل و کوهستانی است. به دلیل نزدیکی جغرافیای و پیوندهای فرهنگی و فامیلی، این روستا بیشتر با نام حاجی‌آباد زرشکه شناخته می‌شود.

## مردم شناسی
ساکنان بومی حاجی‌آباد شامل نظامی، نظام‌الاسلامی، صفر بیرانوند، موسیوند، عزیزی و دیگر طوایف می‌باشند. در ۵۰ سال اخیر، طوایفی از ایل بیرانوند نیز در روستا ساکن شده‌اند که زبان آنها لری است. کار اهالی حاجی‌آباد، دامپروری و کشاورزی است. دکتر رضا آزادپور،پژوهشگر ودکتر مصطفی کوشکی از افراد سرشناس حاجی‌آباد می‌باشند.

## اقتصاد و محصولات
روستای حاجی‌آباد دارای باغ‌های سیب درجه یک و شلیل انجیری است. محصولات کشاورزی روستا بیشتر شامل گندم و حبوبات می‌باشد.

## جمعیت
بنابر سرشماری مرکز آمار ایران، جمعیت حاجی‌آباد در سال ۱۳۹۸، برابر با ۱۲۰۰ نفر بوده‌است.
%۸۶ اهالی حاجی‌آباد باسواد هستند. این روستا ۳۷۹ خانوار جمعیت دارد.